# Nicole Guedj
Pour les articles homonymes, voir Guedj.
 (août 2013).
Si vous disposez d'ouvrages ou d'articles de référence ou si vous connaissez des sites web de qualité traitant du thème abordé ici, merci de compléter l'article en donnant les références utiles à sa vérifiabilité et en les liant à la section « Notes et références ».
Nicole Guedj est une avocate et une femme politique française née le 11 mai 1955 à Constantine en Algérie.
Enseignante en droit bancaire, militante en faveur des droits de l'homme et avocate entre 1979 et 2004, elle est secrétaire d'État chargée des Droits des victimes, puis des Programmes immobiliers de la justice dans le gouvernement Raffarin III.
En 2005, elle met en place le plan Alerte Enlèvement en France.
Conseiller d'État, vice-présidente du Consistoire israélite de Paris, cofondatrice de l'UPJF, elle redevient avocate au barreau de Paris en juin 2010.

## Biographie
Diplômée de l'Institut de criminologie de Paris, elle est avocate depuis 1979. Elle s'engage très vite dans des combats en faveur des droits de l'homme et se rend notamment en Uruguay.

### Carrière politique

#### Politique locale
Nicole Guedj fait ses premiers pas en politique lors des élections municipales à Pantin, en 1995. Candidate divers droite à la succession du conseiller général RPR Jacques Oudot lors de l'élection cantonale de 1998 dans le canton de Pantin-Ouest, elle est battue au second tour par le socialiste Bertrand Kern. Elle mène la liste d'union à droite lors de l'élection municipale de Pantin en 2001 et est élue conseillère municipale d'opposition. Elle devient responsable UDF de la Seine-Saint-Denis dans le cadre de l'Union en Mouvement.

#### Politique nationale
Nicole Guedj intègre l'équipe de campagne de Jacques Chirac pendant élection présidentielle de 2002 comme responsable de la jeunesse.
À la suite de l'élection du président de la République, elle est nommée secrétaire nationale de l'UMP chargée des droits de l'homme. En 2003, elle est nommée secrétaire départementale adjointe de la fédération UMP de Paris, chargée des libertés et des questions de société.
En marge de ses responsabilités politiques, Nicole Guedj participe activement à la Ligue internationale contre le racisme et l'antisémitisme (LICRA), et est membre de la Commission nationale Consultative des Droits de l'Homme (2002) et de la commission Stasi sur l’application du principe de laïcité dans la République. Elle poursuit également son action associative en créant l'Observatoire des écoles en 2001 qui a vocation à lutter contre les violences et les discriminations dans le milieu scolaire, et dont elle devient vice-présidente.
Nicole Guedj rejoint en janvier 2004 le gouvernement de Jean-Pierre Raffarin, en qualité de secrétaire d'État aux Programmes immobiliers de la Justice, en remplacement de Pierre Bédier, qui est contraint de démissionner à la suite de sa mise en examen dans une affaire de corruption. En mars 2004, elle est confirmée au gouvernement et devient secrétaire d'État aux droits des victimes. À la suite d'une visite à Québec, elle initie le système d'Alerte médiatique but enfant recherché, mis en place lors d'enlèvements d'enfants, en France. Elle a également créé le numéro d'urgence 08 VICTIMES.
Selon le Journal Officiel du 30 avril 2004, Mme Nicole Guedj, « est chargée de veiller à l'adaptation des dispositions permettant d'assurer le respect des droits des personnes victimes […]. Elle conçoit et met en œuvre les actions d'information et de soutien aux victimes et assure l'animation et la coordination des relations avec les associations de victimes, les associations d'aide aux victimes et toute autorité ou organisme œuvrant en ce domaine, en particulier le Conseil national de l'aide aux victimes ».
En 2005, le nouveau Premier ministre Dominique de Villepin ne la reconduit pas dans son gouvernement, et le secrétariat d'État qu'elle occupait disparaît.
Nicole Guedj est alors chargée par le président de la République d'une « mission afin de poursuivre des initiatives destinées à créer des outils technologiques innovants permettant d'assurer la coordination des secours lors des grandes catastrophes ».

## Fondation «Casque rouge»
Elle a créé la Fondation Casques Rouges pour l'action humanitaire d'urgence et de développement en 2006.

## Conseillère d'État
Nicole Guedj est nommée au tour extérieur au Conseil d'État en 2006 et prend une disponibilité pour convenance personnelle en juin 2010. Un décret rétroactif du 19 juin 2020 la réintégre dans ses fonctions à partir du 25 avril de la même année, date à laquelle elle fait valoir ses droits à la retraite.

## Retour a la vie publique
Elle est membre du conseil d'administration de l'OFPRA depuis fin mai 2009.
Depuis juin 2010, elle exerce de nouveau ses fonctions d'avocat.
En décembre 2024, elle est recrutée comme conseillère à la responsabilité sociétale des entreprises de Shein.

## Consistoire israélite
Elle est vice-présidente du Consistoire israélite de Paris chargé des relations entre la France et Israël et présidente de la Fondation France-Israël.
Elle est également la cofondatrice de l'UPJF, une association pro-Israël marquée à droite.

## Parcours politique
- Conseiller municipal 18e arrondissement de Paris depuis mars 2008
- Conseiller d'État de 2006 à 2010
- Conseillère municipale de Pantin (Seine-Saint-Denis) de 2001 à 2006
- Conseillère régionale (UMP) d'Île-de-France depuis 2004
- Proche de Jacques Chirac, elle est nommée, le 22 janvier 2004, secrétaire d'État aux Programmes immobiliers de la justice, en remplacement de Pierre Bédier (député et président du conseil général des Yvelines), démissionnaire à la suite d'une mise en examen.
- Le 31 mars 2004, elle devient secrétaire d'État aux Droits des victimes, auprès du garde des Sceaux, ministre de la Justice, dans le gouvernement Jean-Pierre Raffarin III.
- Elle est secrétaire nationale de l'UMP, chargée des droits de l'homme.
- Candidate aux élections législatives dans le 14e arrondissement de Paris, investie par l'UMP, elle obtient au premier tour 34,03 % des voix, talonnant le député vert sortant, Yves Cochet (35,79 %), alors que sa concurrente du MoDem, Marielle de Sarnez (18,37 %) était éliminée. Lors du second tour, elle totalise 42,83 % des suffrages et est battue par le député sortant (57,17 %).

## Distinctions
- Chevalier de la Légion d'honneur
- Officier de l'ordre national du Mérite (30 janvier 2008)[9]

## Ouvrages
- Pour des casques rouges à l'ONU, Paris, Le Cherche Midi, coll. « Documents », 2009, 133 p. (ISBN 978-2-7491-1428-6)
- Ressources et handicap, Guide des droits des personnes handicapées, Paris, Editions Claude Fitoussi, 2006, 369 p.
- Le Guide des droits des victimes, Paris, Editions Prat, 2005, 234 p.